# Джерелка
Джерелка — штучне озеро (став) в житловому масиві Краснопілля міста Дніпро.
Розташоване в ярузі, у руслі малої річки Розсоховата балка, що належить до басейну Мокрої Сури.  На південь від озера розташовані дачне селище, Краснопільський цвинтар і вулиця Балакірєва.
Озеро було створене у другій половині ХХ століття як ставок — золошламовідстійник для очищення стічних вод Дніпровського машинобудівного заводу та Південмашу, на балансі якого водойма досі перебуває.
В озері водиться риба та водоплавна птиця: дикі качки та лебеді.
З середини 2000 — х років в озеро нелегально скидаються відходи довколишніх промислових підприємств, внаслідок чого відбувався мор риби і птиці. Мешканці Краснопілля неодноразово скаржились на неприємний запах, що йде від Джерелки. Стоки течуть по Розсоховатій балці і забруднюють Мокру Суру та Дніпро.
У 2020 році екологи робили забір води в Джерелці і виявили сліди нафтопродуктів та органічних речовин.